# Cassipourea le-testui
Cassipourea le-testui är en tvåhjärtbladig växtart som beskrevs av François Pellegrin. Cassipourea le-testui ingår i släktet Cassipourea, och familjen Rhizophoraceae. Inga underarter finns listade i Catalogue of Life.